# Géographie de la Croatie
La Croatie est située dans les Balkans (une région historique et géographique du sud-est de l'Europe).
La Croatie a 932 km de frontières communes avec la Bosnie-Herzégovine, 670 km avec la Slovénie, 329 km avec la Hongrie, 245 km avec la Serbie et 25 km avec le Monténégro.
La portion croate de la côte adriatique s'étend sur 1 777 km (5835 km en comptant les multiples îles).
Le pays a une forme particulière qui ressemble à un croissant ou à un fer à cheval, ce qui explique qu'elle ait des frontières avec de nombreux pays. Son territoire continental est divisé en deux parties non contiguës par le port de Neum en Bosnie-Herzégovine. Ces deux parties sont toutefois directement reliées par le pont de Pelješac, évitant ainsi le passage par la Bosnie-Herzégovine.
Les îles et la côte croate jouissent d'un climat méditerranéen alors que la partie située à l'intérieur des terres a un court et frais été suivi d'un long et rigoureux hiver, caractéristiques typiques du climat continental.
Le relief est assez diversifié et contient :
- des plaines, des lacs et des collines dans la partie nord, nord-est (Croatie centrale et Slavonie, une partie de la plaine pannonienne) ;
- des montagnes très boisées dans le Lika et la Gorski Kotar qui font partie des Alpes dinariques ;
- un littoral rocheux le long de la mer Adriatique (Istrie, littoral nordique et Dalmatie).

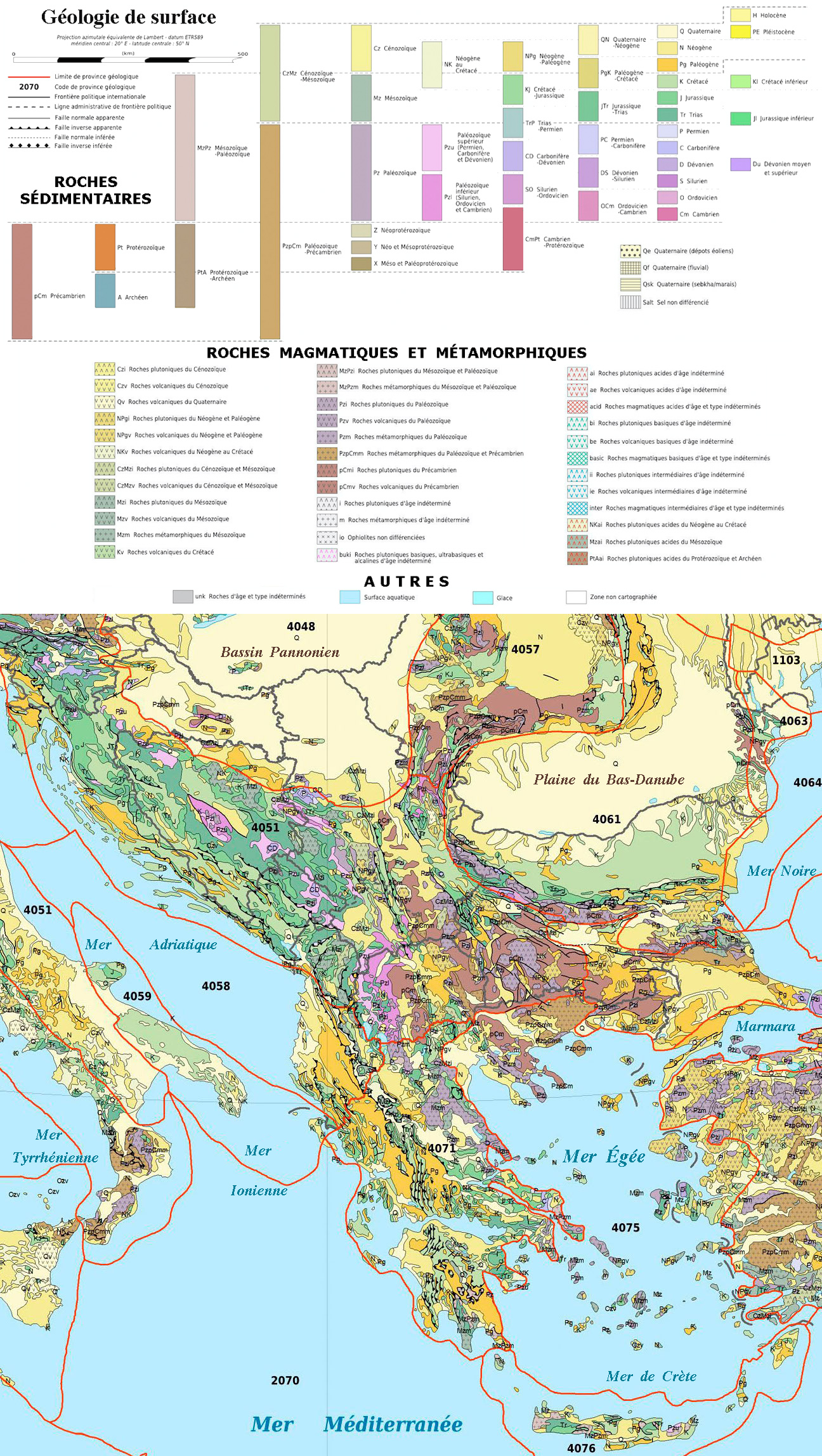
Géologie de la Croatie et des Balkans.

Grâce à sa position stratégique, la Croatie contrôle la plupart des routes terrestres entre l'Europe occidentale et la mer Égée ou la Turquie. Les ressources naturelles du pays incluent le pétrole, de la houille, de la bauxite, du fer de basse qualité, du calcium, de l'asphalte naturel, de la silice, du mica, de l'argile, du sel et de l'énergie hydraulique.
La côte croate est très découpée si bien que le pays compte 698 îles, 389 îlots et 78 récifs. 47 îles sont habitées. (voir Liste des îles de Croatie)
Parmi les lacs de Croatie, Omladinsko jezero et les lacs de Plitvice sont remarquables.

## Sources
- Fiche du CIA World FactBook sur la Croatie